# Banco Itaú Argentina
Banco Itaú Argentina foi uma subsidiária do banco brasileiro Itaú Unibanco na Argentina. Foi fundado em 1998 após adquirir o Banco Del Buen Ayre. Em 1999, passou a se chamar de Banco Itaú Buen Ayre. O banco possuía mais de 99 agências bancárias e 140 caixas eletrônicos em todo o país, e mais de 400.000 clientes.
Em 2008, o Banco Itaú Buen Ayre mudou seu nome para Banco Itaú Argentina.
Em 24 de agosto de 2023, o Banco Macro comprou as operações do Itaú na Argentina por US$ 50 milhões. Em 3 de novembro do mesmo ano, após a aprovação do Banco Central da República Argentina, a instituição passou nas mãos do Banco Macro e passou a se chamar de Macro BMA.